# العلاقات اللاتفية الموريتانية
العلاقات اللاتفية الموريتانية هي العلاقات الثنائية التي تجمع بين لاتفيا وموريتانيا.

## مقارنة بين البلدين
هذه مقارنة عامة ومرجعية للدولتين:
| وجه المقارنة                                              | لاتفيا                                             | موريتانيا                 |
| --------------------------------------------------------- | -------------------------------------------------- | ------------------------- |
| المساحة (كم2)                                             | 64.59 ألف                                          | 1.03 مليون                |
| عدد السكان (نسمة)                                         | 1.93 مليون                                         | 4.42 مليون                |
| الكثافة السكانية (ن./كم²)                                 | 29.88                                              | 4.29                      |
| العاصمة                                                   | ريغا                                               | نواكشوط                   |
| اللغة الرسمية                                             | اللغة اللاتفية                                     | اللغة العربية، لغة فرنسية |
| العملة                                                    | يورو، لاتس لاتفي، الروبل اللاتفي ‏، الروبل اللاتفي ‏ | أوقية موريتانية، أوقية ‏   |
| الناتج المحلي الإجمالي (بليون دولار)                      | 30.26 مليار                                        | 5.02 مليار                |
| الناتج المحلي الإجمالي (تعادل القوة الشرائية) بليون دولار | 49.24 مليار                                        |                           |
| الناتج المحلي الإجمالي الاسمي للفرد دولار أمريكي          | 14.06 ألف                                          |                           |
| الناتج المحلي الإجمالي للفرد دولار أمريكي                 | 23.55 ألف                                          | 3.91 ألف                  |
| مؤشر التنمية البشرية                                      | 0.819                                              | 0.506                     |
| رمز المكالمات الدولي                                      | +371                                               | +222                      |
| رمز الإنترنت                                              | .lv                                                | .mr                       |
| المنطقة الزمنية                                           | ت ع م+02:00، ت ع م+03:00، أوروبا/ريغا ‏             | 00                        |

## منظمات دولية مشتركة
يشترك البلدان في عضوية مجموعة من المنظمات الدولية، منها:
| علم المنظمة | اسم المنظمة                               | تاريخ انضمام لاتفيا | تاريخ انضمام موريتانيا |
| ----------- | ----------------------------------------- | ------------------- | ---------------------- |
|             | البنك الدولي للإنشاء والتعمير             | 11 أغسطس 1992       | 10 سبتمبر 1963         |
|             | منظمة التجارة العالمية                    | 1999                | 31 مايو 1995           |
|             | المركز الدولي لتسوية المنازعات الاستشارية | 7 سبتمبر 1997       | 14 أكتوبر 1966         |
|             | منظمة حظر الأسلحة الكيميائية              | ?                   | ?                      |
|             | الأمم المتحدة                             | 17 سبتمبر 1991      | 27 أكتوبر 1961         |
|             | منظمة الشرطة الجنائية الدولية             | ?                   | ?                      |
|             | وكالة ضمان الاستثمار متعدد الأطراف        | 21 أغسطس 1998       | 8 سبتمبر 1992          |
|             | يونسكو                                    | 9 يوليو 1951        | 10 يناير 1962          |
|             | مؤسسة التنمية الدولية                     | 11 أغسطس 1992       | 10 سبتمبر 1963         |
|             | مؤسسة التمويل الدولية                     | 29 سبتمبر 1993      | 29 ديسمبر 1967         |
|             | الاتحاد البريدي العالمي                   | ?                   | ?                      |
|             | الاتحاد الدولي للاتصالات                  | 11 ديسمبر 1921      | 18 أبريل 1962          |

## وصلات خارجية
- موقع وزارة الخارجية اللاتفية